# Cisterciennes bernardines d'Esquermes
Les Cisterciennes bernardines d’Esquermes appartiennent à une branche de l’ordre cistercien. Elles suivent la règle de saint Benoît et participent à l’œuvre apostolique de l’Église par leurs activités éducatives et l’hospitalité. Les Sœurs sont réparties dans huit monastères de moniales, dans six pays. Ces monastères sont réunis autour d’un Gouvernement centralisé.

## Histoire

### L’ordre cistercien

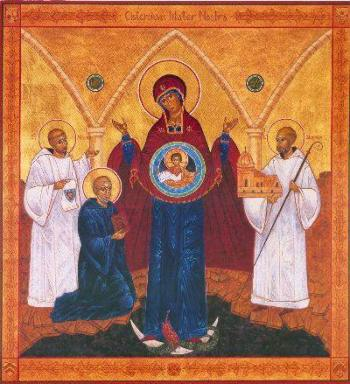
Saint Robert, saint Albéric et saint Étienne Harding sont les fondateurs de Cîteaux.

Au XIe siècle, trois moines bénédictins : les saints Robert, Albéric et Étienne Harding cherchèrent à suivre la règle de saint Benoît avec plus de rigueur. Avec les moines qui partageaient leur vision de simplicité, d’austérité et de vie communautaire, ils partirent à Cîteaux en Bourgogne, où ils fondèrent le Nouveau Monastère en mars 1098. Ce fut le début de l'ordre cistercien. Ils sont appelés cisterciens. 
Au début le nouveau monastère rencontra quelques difficultés, mais en 1112, Saint Bernard arriva avec 30 jeunes parmi lesquels il y avait ses amis et quelques membres de sa famille. Leur arrivée rendit une vitalité et un nouveau souffle à la fondation. Peu après, le nouveau monastère se repeupla, et fonda de nouveaux monastères. Bien que Saint Bernard ne fut pas un des fondateurs de Cîteaux, il allait jouer un rôle important dans son développement. À sa mort en 1153, il avait, à travers l’Europe, 353 monastères de l’Ordre.
Plusieurs femmes désirant suivre cet idéal se regroupèrent dans des monastères. Quelques-uns furent établis en Flandre française.

### La Révolution française et les Bernardines d’Esquermes

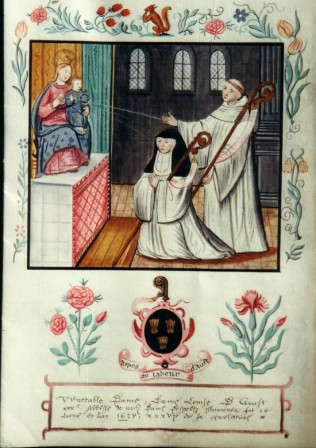
Manuscrit de Notre-Dame des Près, Douai, montrant Saint Bernard et une moniale.

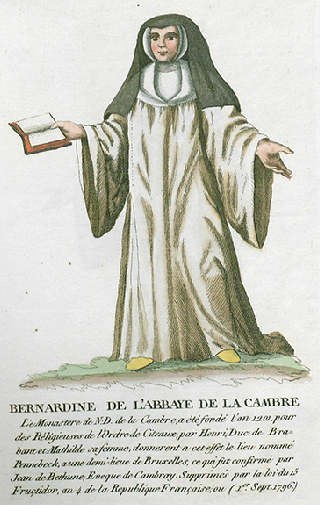
Bernardine de l'Abbaye de la Cambre.

L’abbaye de la Brayelle à Annay (1196), la Woestyne à Renescure (1217) et les Prés à  Douai (1221) étaient trois monastères destinés aux moniales cisterciennes en Flandres.
Dans la région où elles vivaient, les Sœurs étaient appelées (communément) des Bernardines. Après la Révolution française, en 1792, ces trois monastères furent supprimés, leurs biens confisqués et les moniales dispersées. Néanmoins cela ne marqua pas la fin de la vie monastique cistercienne.
Trois sœurs avaient la détermination de poursuivre cette vie monastique : Dame Hippolyte Lecouvreur (1747-1828) la Mère supérieure qui venait de l’abbaye Notre-Dame des Prés, avec sa propre sœur Dame Hombeline Lecouvreur (1750-1829) de l’abbaye de Notre-Dame d’Annay et Dame Hyacinthe Dewismes (1760-1840) de La Woestine.
Elles se rencontrèrent en 1799 avec le désir de rétablir la vie monastique cistercienne et s'installèrent dans le château des Grimaretz à Wazemmes. En 1805, le propriétaire légitime, revenant d'exil, réclama son bien. Ayant un instant rêvé de s'établir dans l'ancienne abbaye Notre-Dame de Loos afin d'y faire revivre la vie cistercienne étouffée par la Révolution, elles se résignèrent et s’établirent donc dans le village d’Esquermes, alors à l'ouest de Lille, en 1807. Elles pouvaient donc vivre la vie monastique souhaitée. Pour subvenir à leurs besoins et pour prouver leur utilité au régime qui leur était hostile, elles ouvrirent une école, un pensionnat. Dans deux des trois abbayes d’origine, il y avait une petite école dépendant de l’abbaye. Ce travail s’inscrivit donc dans la continuité de celui des abbayes d’origine. Actuellement[Quand ?], les activités éducatives restent partie intégrante des caractéristiques des Bernardines. En 1814, pendant plusieurs mois, Natalie Doignies, future fondatrice des Filles de l'Enfant-Jésus fut postulante au sein du monastère mais préféra le quitter recherchant une autre expression de la spiritualité chrétienne.
Il fallut trente ans pour mettre au point les statuts et les règlements d’ordre intérieur qui s’appuient sur les coutumes cisterciennes. L’érection officielle du monastère de Notre-Dame de la Plaine eut finalement lieu le 28 mai 1827. À cette époque, d’autres jeunes filles désireuses de mener la vie religieuse s’étaient associées à elles. D’autres religieuses de leurs trois abbayes d’origine les avaient aussi rejointes pour atteindre une quarantaine de bernardines.

### Les cent premières années

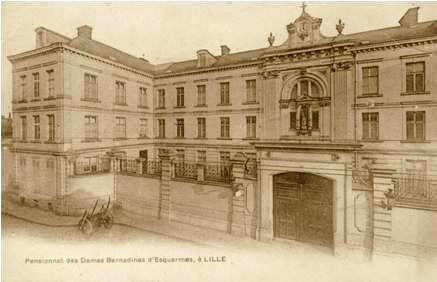
Esquermes au XIXe siècle.

Les Sœurs avaient accueilli des jeunes filles qui désiraient partager leur idéal et le nouveau monastère s’agrandissait. Un jeune chapelain qui exerçait l’autorité d’une façon disproportionnée dans la vie de la communauté imposa sa règle sur la communauté, et empêcha ainsi les religieuses de suivre les usages cisterciens. Mais les religieuses s’accrochèrent à certains points de ces usages et vécurent la règle cistercienne en secret.
En 1846, à l’invitation de l’archevêque de Cambrai, elles fondèrent un monastère et une école dans cette ville. Les monastères et les écoles d’Esquermes et de Cambrai prospérèrent, mais l’anticléricalisme persistait en France, et les sœurs redoutaient les difficultés avec les autorités. Ceci les amena à fonder des communautés-refuges en Belgique : d’abord à Ollignies en 1883, puis à Slough en 1897 en Angleterre – et à Bonsecours en Belgique en 1904.
Au départ, les Sœurs n’avaient pas l’intention de créer une congrégation de religieuses, mais avec l’implantation de nouveaux monastères, il fallait une structure appropriée et de nouvelles constitutions qui furent approuvées par Rome en 1909. En 1902, des lois anticléricales furent promulguées et les Sœurs chassées d’Esquermes. Elles se réfugièrent dans les autres monastères de l’Ordre, et le monastère d’Ollignies en Belgique devint la maison-mère. Le monastère de Notre-Dame de la Plaine originel fut alors spolié par la préfecture qui en fit une clinique avant d'en faire un asile. Les sœurs de Lille trouvèrent principalement refuge, en 1903, au couvent d'Audregnies auquel vint s'adjoindre une extension en 1905 : le pensionnat Saint-Bernard. Au sein de celui-ci, elles purent continuer leur œuvre d'enseignement religieux. Ces dernières purent rejoindre Lille en 1940.

### L’expansion
Le nouveau code du droit canon de 1917 permit aux Bernardines de définir leur identité cistercienne. Les nouvelles constitutions, qui les reconnaissaient comme des cisterciennes, furent approuvées par Rome en 1937.
En 1955, officiellement reconnues par Rome comme des moniales cisterciennes, les Bernardines (re)prirent les vœux solennels.
Des liens spirituels avec des cisterciens de l'ordre de la stricte observance et de la commune observance, furent rétablis. 
À l’appel du pape Pie XII, des monastères furent fondés à Hamamatsu, au Japon (1954) et à Goma en République Démocratique du Congo (1960). Les Bernardines retournèrent en France et la maison-mère fut transférée au nouveau monastère Notre-Dame de la Plaine à Saint-André-lez-Lille (1948).

## Spiritualité

### La spiritualité cistercienne et les vœux

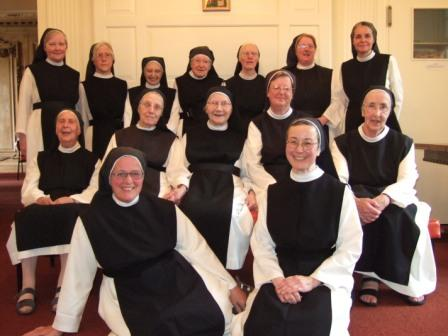
La communauté de Hyning.

Les Bernardines cisterciennes suivent le Christ selon l’Évangile qui est interprété par la règle de saint Benoît. La règle de saint Benoît a été écrite au VIe siècle. Elle indique la direction à suivre pour chercher Dieu en communauté, dans la prière et le service mutuel. L’Opus Dei, ou Office divin, est au centre de la journée. Les cisterciennes cherchent Dieu ensemble, ayant tout en commun, en vivant dans la simplicité, dans le silence et la solitude. L’hospitalité, dans la tradition bénédictine, est une valeur importante ; tous ceux qui désirent passer au monastère pour prier dans la paix, sont toujours accueillis.
Les écrits des auteurs cisterciens, particulièrement ceux du XIIe siècle, par exemple : Saint Bernard et Saint Aelred, transmettent les valeurs fondamentales et continuent d’être une source spirituelle d’inspiration pour la vie Bernardine.
Les Cisterciennes bernardines prononcent les trois vœux bénédictins traditionnels :
- la stabilité : un engagement à vivre là où Dieu les appelle, enraciné dans l’Évangile ;
- l'obéissance : accepter d’écouter la voix du Seigneur et des autres, sous l’autorité d’une Prieure et d’obéir aux autres Sœurs dans la communauté ;
- la conversion de mœurs : le mouvement qui consiste à dédier toute leur vie vers Dieu en cherchant à ressembler au Christ (dans ce dernier vœu, se retrouvent les vœux de pauvreté et de chasteté).

La Vierge Marie, la Mère de Jésus, a une place particulière dans la spiritualité de l’Ordre. La contemplation de la Vierge Marie à la lumière de l’Écriture conduit à la contemplation des mystères du Christ. Tous les monastères des Bernardines sont dédiés à Notre-Dame.

### La prière

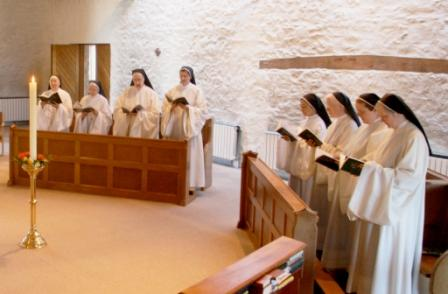
L’office divin au monastère de Notre-Dame de Hyning.

La prière liturgique et la prière personnelle sont au cœur de la vie des Cisterciennes bernardines. Avant Vatican II, elles psalmodiaient en chœur le petit office de la Sainte Vierge. Les Sœurs se rencontrent 5 fois par jour pour la prière : Laudes (la prière du matin), Tierce (vers 9 h), Heure Médiane (la prière du milieu du jour), les Vêpres (la prière du soir) et les Vigiles (veille dans la nuit pour attendre dans l’espérance le jour qui vient). L’office des Vigiles se termine avec le chant du Salve Regina, à la lumière d’un cierge.
Chaque matin les Sœurs se rassemblent autour de la table eucharistique : à la messe, qui est la source et le sommet de la journée.
La prière liturgique est nourrie par la prière personnelle. La lectio divina, la lecture priante et méditative de l’Écriture, ouvrent les Sœurs à la Parole de Dieu et les accompagne dans leurs activités. Chaque jour, un temps suffisamment long est consacré à la Lectio Divina et aux autres formes de prière personnelle.

## Structures

### Gouvernement

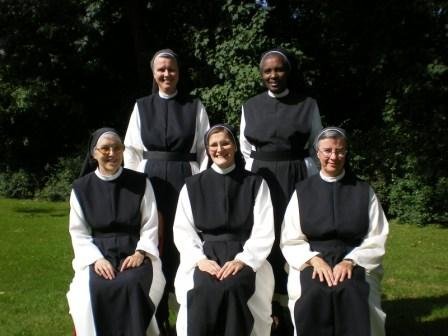
Le Conseil général.

L’évolution et le développement historique de l’ordre des Cisterciennes bernardines aboutit à la formation d’un gouvernement centralisé qui réside à la maison-mère au monastère Notre-Dame de La Plaine à Saint André-lez-Lille. La Prieure générale est responsable de l’administration dans l’ensemble ; elle est aidée par le Conseil général (formé de 4 Sœurs), de la Secrétaire générale et de l’Économe générale. Ensemble, elles s’occupent des questions importantes qui se posent au sein de l’Ordre.
Chaque communauté a une Prieure locale qui est responsable de l’organisation quotidienne de la vie de sa communauté, elle est aidée par un Conseil local.
Un chapitre est convoqué tous les 6 ans. Il élit la Prieure générale et son Conseil. Il rassemble les Prieures de tous les monastères, le Conseil général, l’Économe générale, la Secrétaire générale et les déléguées élues par les monastères. 
Le Chapitre s’occupe aussi des questions importantes. Le Chapitre général est l’autorité suprême de l’Ordre. Entre les chapitres, c’est la Prieure générale et son Conseil qui détiennent cette autorité.
Les monastères ne sont pas autonomes, et de temps en temps, les Sœurs peuvent aller dans d’autres monastères pour répondre aux besoins qui se posent.

### Formation

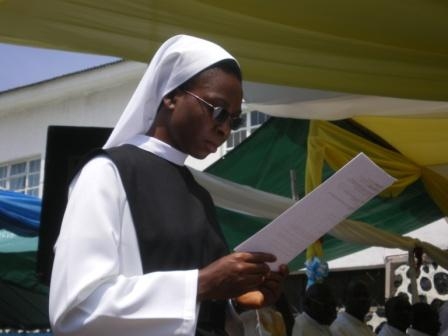
Les premiers vœux d’une sœur.

La formation des nouvelles candidates se passe dans leur pays d’origine. Après une période de contacts et de visites, la candidate est admise au postulat. Le postulat dure habituellement de six mois à deux ans. La postulante devient ainsi novice, de 18 mois à 2 ans. Pendant cette période, la novice est initiée à la vie et aux traditions de l’Ordre. Et avec l’aide de la Maîtresse des novices, elle cherche à discerner si elle est appelée par Dieu à cette vie.
Après cette étape, la novice peut s’engager temporairement pour une période allant de trois à neuf ans. Elle est reconnue dans l’Ordre comme jeune professe.
À la fin de cette période d’engagement temporaire, la jeune professe prononce les vœux solennels qui l’engagent à la suite du Christ dans l’ordre des Cisterciennes bernardines jusqu’à sa mort.

## Monastères actuels
- Le monastère Notre-Dame de La Plaine est la maison-mère, situé à Saint-André-lez-Lille, dans le Nord de la France.
- Le monastère Stella Maris, à Mikkabi, au Japon.
- Le monastère Notre-Dame du Lac, à Goma, République Démocratique du Congo.
- Monastery of Our Lady of Hyning, à Carnforth, Angleterre.
- Le monastère Notre-Dame de Bafor, à Diebougou, au Burkina Faso.
- Monastery of Our Lady and Saint Bernard, à Brownshill, Stroud, Angleterre.
- Une fondation au VietNam

## Activités

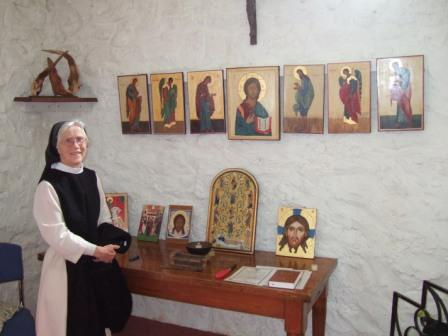
L’atelier d’icônes.

La recherche de Dieu, à travers une vie de prière est primordiale dans les monastères des Bernardines, ce qui n’empêche pas que chaque monastère s’adonne à des activités variées. Les valeurs bénédictines de l’éducation et de l’hospitalité restent au cœur du charisme de l’Ordre.
Deux monastères ont une école et les autres monastères gardent des activités éducatives en accompagnant des retraites, en s’occupant de la catéchèse, en faisant de l’accompagnement spirituel, en « écrivant » des icônes et en faisant connaître cet art pour ceux qui le désirent, etc.
Tous les monastères des Bernardines ont une hôtellerie où les hôtes peuvent se retirer des agitations de la vie quotidienne et se reposer en partageant dans la paix, la prière de la communauté.
Autres activités réalisées par les moniales : entretien du potager, fabrication d’hosties, élevage (vaches, moutons, poules, etc), travail de secrétariat, boutique monastique (livres, objets à vendre, commandes, etc.), entretien et autres travaux administratifs nécessaires pour toute communauté.

## Les oblats et les laïcs cisterciens

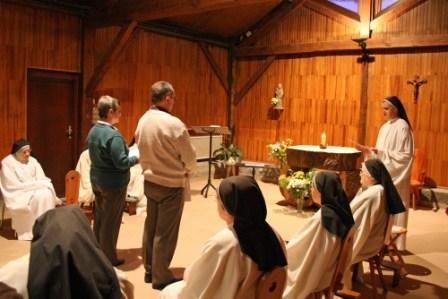
Deux oblats prononcent leur engagement, ancien monastère Notre-Dame-des-Petites-Roches du Touvet.

Des personnes désireuses d’approfondir leur foi en s’inspirant de la spiritualité cistercienne, peuvent devenir oblats d’une communauté de Bernardines. L’oblat prend des engagements temporaires et promet de vivre une vie chrétienne en s’inspirant de la règle de saint Benoît. Chaque oblat vit son engagement en s’adaptant aux circonstances de sa vie, ils restent en contact (très proche) avec un monastère de l’Ordre.
Un groupe des laïques cisterciennes est en train de se former dans certaines régions.

## Ouvrages de référence
- Revue : Collectanea Cisterciensia : tome 51 1989 4 pages 281 – 292 : « un Rameau de l’Arbre Cistercien : Esquermes ».
- L’Ordre de Citeaux en Belgique, D Joseph-Marie Canivez, p 61, 506, 518, 519, Éditions Chimay, 1926.
- Histoire de la Fondation du Monastère Notre-Dame de La Plaine, by Canon Auguste Leman, 1927.
- (en) The Cistercian Alternative, Dom André Louf, publié par Gill and MacMillan, 1983.
- (en) Gregory's Angels, by Gordon Beattie, publié par Gracewing, 1997.